# Bjørnstjerne Bjørnson
Bjørnstjerne Bjørnson (Kvikne, 1832. december 8. – Párizs, 1910. április 26.) norvég író, költő, újságíró, Norvégia nemzeti függetlenségének szószólója. 1903-ban irodalmi Nobel-díjjal tüntették ki.

## Élete
Ősei parasztok voltak, apja evangélikus lelkész. Anyai nagyapja Richard Nordraak, aki Bjørnson 1856-ban írt versét megzenésítette, mely 1864-ben vált a norvégok nemzeti himnuszává. Középiskolai tanulmányait késve, csak 1854-ben fejezte be. A kristianiai (ma Oslo) egyetemen tanult, tanulmányait azonban félbehagyta. Újságíróként, színikritikusként hívta fel magára a figyelmet. Indulatos cikkeiben síkra szállt az önálló norvég színjátszás és a Svédországtól való függetlenség mellett. 1857-ben átvette nagy vetélytársától, Henrik Ibsentől a bergeni színház vezetését, és 1859-ig maradt a színház élén. 1860–1863 között Európában utazgatott. 1865-ben a kristianiai színház igazgatója lett, ezt a tisztségét 1867-ig töltötte be. 1873-tól Németországban és Olaszországban élt. Botrányoktól sem mentes közéleti pályafutása miatt felségsértési pert akasztottak a nyakába, azonban mint a norvég himnusz szerzőjét, később felmentették. 1880-ban az Amerikai Egyesült Államokba költözött. 1882-ben hazatért és Aulestadban telepedett le. Az 1905-ös norvég függetlenséget végül megérhette. 1910-ben agyvérzésben halt meg.

## Munkássága
Bjørnstjerne Bjørnson a norvég nemzeti romantika kiemelkedő egyénisége Ibsennel együtt. Kiállt az európai, idegen hatalmak uralma alatt élő népek védelmében, így sok cikkében ír a lengyelekről, finnekről, románokról, leggyakrabban a szlovákokról. A magyarországi nemzetek ügyében vitatkozott Apponyi Alberttel.
Műveiben elsősorban a norvég parasztságnak állít emléket, ezzel szemben a városi polgárság életének erős kritikusa. Történeti munkáinak fő célja a norvég nemzeti öntudat felélesztése. Az 1856-ban írt Ja, vi elsker dette landet című verse lett a norvég nemzeti himnusz.

## Művei
A magyar cím melletti évszám a magyar kiadás időpontját jelöli, ahol ez nincs feltüntetve, az eddig nem jelent meg magyarul.
- Synnøve Solbakken (1857)
- Mellem Slagene (Csaták között) (1857)
- En glad gut (Egy víg legény története, 1956) (1860)
- Kong Sverre (Sverre király) (1861)
- Sigurd Slembe (1862)
- Maria Stuart I Skotland (Stuart Mária Skóciában) (1863)
- De Nygifte (Az újházasok) (1865)
- Fiskerjenten (A halászleány, 1956) (1868)
- Arnljot Gelline (1870)
- Digte og sange (Versek és dalok) (1870)
- Sigurd Jorsalfar (1872)
- Brudeslaatten (Nászmenet) (1872)
- Redaktøren (A szerkesztő) (1875)
- En fallit (A csőd, 1876) (1875)
- Kongen (A király) (1877)
- Magnhild (1877)
- Kaptejn Mansana (Mansana kapitány) (1879)
- Leonarda (1879)
- Det nye System (Új rendszer)(1879)
- En hanske (Egy kesztyű) (1883)
- Det flager i Byen og paa Havnen (Város és kikötő zászlódíszben)(1884)
- Geografi og Kærlighed (Földrajz és szerelem) (1885)
- Paa Guds Veje (Isten nyomai, 1895) (1889)
- Fred (Béke) (1891)
- Nye fortällinger (Új elbeszélések) (1894)
- Lyset (Fény) (1895)
- Paul Lange og Tora Parsberg (Paul Lange és Tora Parsberg) (1898)
- Laboremus (1901)
- På Storhove (1902)
- Daglannet (1904)

## Magyarul
- A csőd. Színmű; ford. Bercsényi Béla; Pfeifer, Bp., 1876 (A Nemzeti Színház könyvtára)
- Magnhild. Elbeszélés; ford. K. J.; Athenaeum, Bp., 1878
- Leonarda. Színmű; ford. Kárffy Titusz; Franklin, Bp., 1888 (Olcsó könyvtár)
- Isten nyomai. Regény, kisebb elbeszélések, 1-2.; ford. Sárváry Elek; Athenaeum, Bp., 1894 (Az Athenaeum olvasótára)
- A tenger asszonya; in: Északi történetek; ford. Iván Ede; Eggenberger, Bp., 1910
- Arne / Solbakken Synnöve; ford. Ritoók Emma, bev. Voinovich Géza; Révai, Bp., 1920 (Klasszikus regénytár. Új sor. Magyarok könyvei)
- Mary / Björnsterne Björnson; ford. Pogány Elza; Otthon Ny., Bp., 1922 (Világirodalom könyvtár. Új sorozat)
- A halászleány. Válogatott elbeszélések; ford. Kemény Ferenc, Ritóok Emma, Faludy György, utószó Kemény Ferenc; Új Magyar Kiadó, Bp., 1956
- Arne / Synnöve Solbakken; ford. Ritoók Emma, versford. Rab Zsuzsa; Európa, Bp., 1960
- Álmodó falvak. Két kisregény; ford. Ritoók Emma; Metropolis Media, Bp., 2011 (Irodalmi Nobel-díjasok könyvtára)